# Ladir

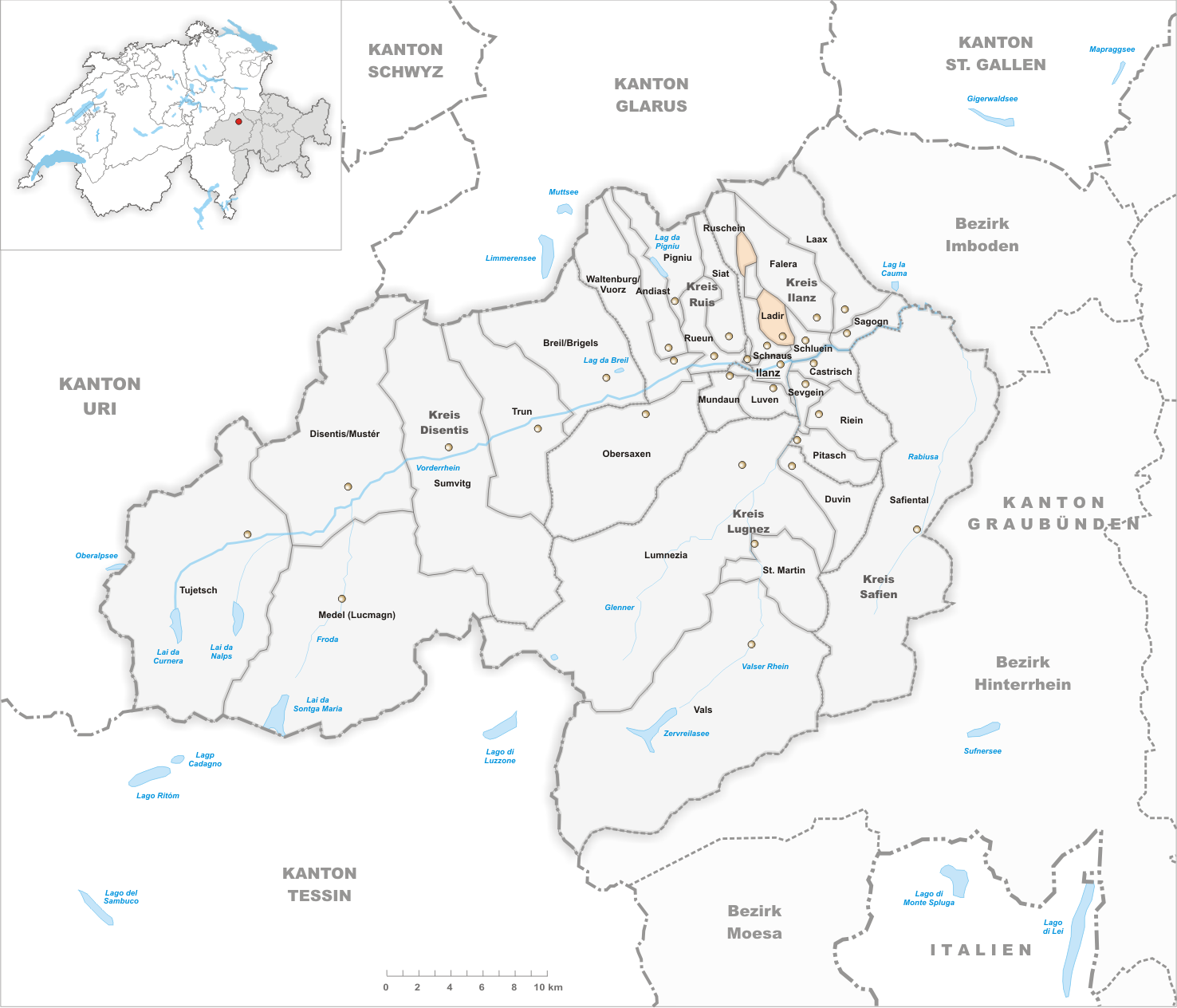
Gemeindestand vor der Fusion am 1. Januar 2014

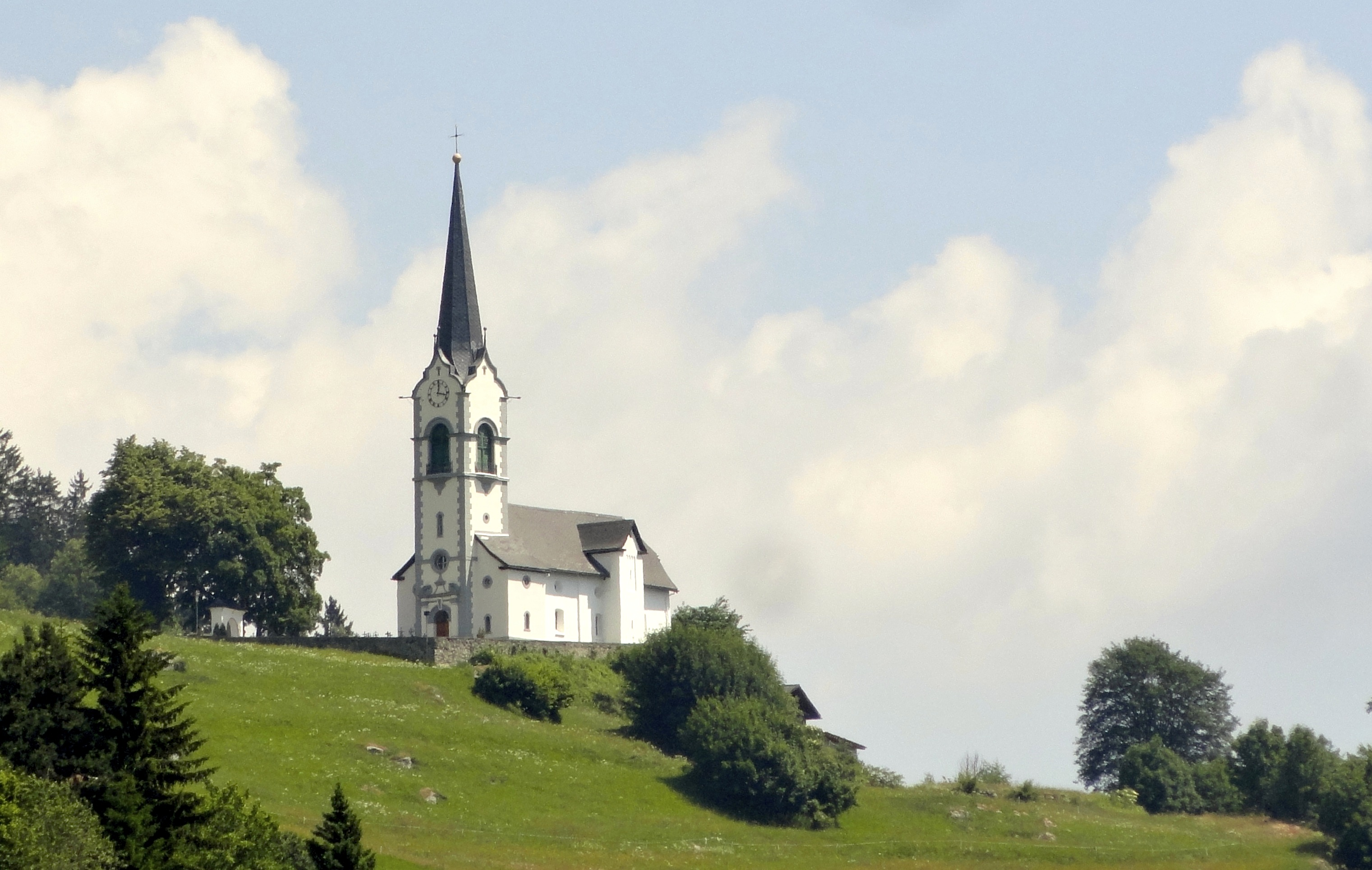
Kirche Ladir

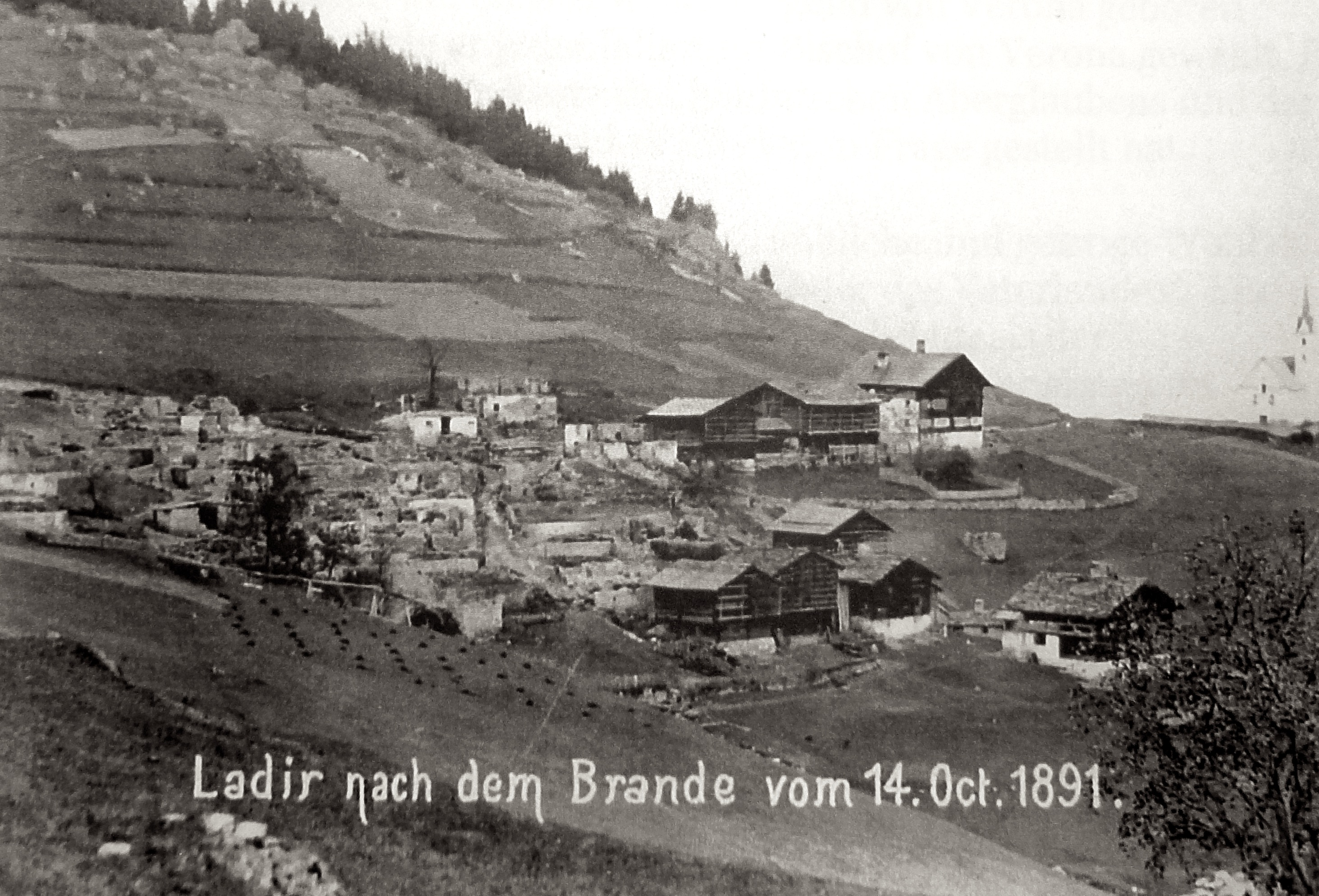
Nach dem Brand von 1891

Ladir ([laˈdi]ⓘ) ist eine Fraktion der Gemeinde Ilanz/Glion im Schweizer Kanton Graubünden. Bis Ende 2013 bildete es eine eigene politische Gemeinde.

## Geographie
Ladir ist ein Höhendorf an der nördlichen Flanke der Gruob auf dem linksufrigen (= nördlichen) Hang des Vorderrheintals hoch über der Talsohle von Ilanz mit Anteil am Vorabgletscher. Zu Ladir gehört die Exklave Alp Dadens da Ladir am Crap Masegn. Vom gesamten ehemaligen Gemeindeareal von 721 ha werden 363 ha landwirtschaftlich genutzt (meist als Maiensässe). Wald und Gehölz bedecken 304 ha des ehemaligen Gemeindegebiets; weitere 35 ha sind unproduktive Fläche (meist Gebirge) und 19 ha Siedlungsfläche. Im unteren Dorfteil geht Ladir in Ruschein über.

## Geschichte
Die Gegend ist bereits seit Jahrtausenden besiedelt. Prähistorische Steinkreise mit dem Namen Crap da tiranns stehen in der Landschaft, deren astronomische Ausrichtung mit dem Sonnenstand in Zusammenhang steht. In einer Felsspalte wurden Münzen aus dem 8. Jahrhundert gefunden. Der Ort wird namentlich erstmals im Jahr 831 in einem Reichsurbar genannt.
Im Mittelalter gehörte ein Teil der Bauern zu den sogenannten Äussern Freien von Laax, wo sie im 15. Jahrhundert zahlreiche Ammänner stellten. Ladir bildete mit Schnaus und Ruschein eine Nachbarschaft. 1502 wurden die Alpweiden geteilt, 1851 entstanden die politischen Gemeinden Ladir, Ruschein und Schnaus.
Die um 840 als Besitz des Klosters Pfäfers erwähnte Kirche mit dem Patrozinium Zeno war bis 1684 Filiale von Ruschein. Als 1556 ein Teil der Einwohner zur reformierten Lehre übertrat, wurden diese Leute zur Auswanderung oder zur Rückkehr zur katholischen Kirche gezwungen. Im 19. Jahrhundert kam es zu zwei grossen Bränden. Während beim ersten Brand im Jahr 1848 ein grosser Teil des Waldbestands vernichtet wurde, brannte beim Grossbrand vom 14. Oktober 1891 durch unvorsichtiges Hantieren mit Feuer durch zwei Knaben fast das gesamte Dorf ab.
Das traditionelle Bauerndorf erlebte nach 1970 im Sog der Tourismusregion Laax-Falera einen Entwicklungsschub. Ferienwohnungen wurden im Rahmen der Ortsplanung von 1976 gebaut und 1974 bis 1997 erfolgte eine Gesamtmelioration mit Güterzusammenlegung. Ladir unterhielt von der Mitte des 19. Jahrhunderts bis 1980 eine Primarschule. Bergbauernbetriebe prägten das rätoromanische Dorf noch zu Beginn des 21. Jahrhunderts. Drei Fünftel der Erwerbstätigen arbeiteten auswärts im zweiten und dritten Sektor, vor allem in Ilanz und Domat/Ems.
Am 1. Januar 2014 fusionierte Ladir mit den damaligen Gemeinden Castrisch, Duvin, Ilanz, Luven, Pigniu, Pitasch, Riein, Rueun, Ruschein, Schnaus, Sevgein, Siat zur neuen Gemeinde Ilanz/Glion.

## Wappen
| Wappen von Ladir | Blasonierung: «Geteilt von Blau und Silber (Weiss); in Blau ein sechsstrahliger goldener Stern und in Silber ein grüner Dreiberg» |
| Wappen von Ladir | Das Wappen versinnbildlicht die landschaftliche Lage des Ortes und die malerische Wirkung der Kirche St. Zeno von Ladir.          |

## Bevölkerung
| Bevölkerungsentwicklung | Bevölkerungsentwicklung | Bevölkerungsentwicklung | Bevölkerungsentwicklung | Bevölkerungsentwicklung | Bevölkerungsentwicklung | Bevölkerungsentwicklung |
| ----------------------- | ----------------------- | ----------------------- | ----------------------- | ----------------------- | ----------------------- | ----------------------- |
| Jahr                    | 1850                    | 1900                    | 1950                    | 2000                    | 2004                    | 2013                    |
| Einwohner               | 98                      | 94                      | 139                     | 107                     | 117                     | 107                     |

Von den Ende 2004 117 Bewohnern waren 104 Schweizer Bürger. Es wird Sursilvan gesprochen.

## Politik
Der Gemeinderat bestand aus fünf Personen. Gemeindepräsident war 2010 Sigi Andreoli.

## Wirtschaft
Früher lebte die Bevölkerung von Grünlandwirtschaft, Viehzucht und Alpwirtschaft. Mit der Zunahme der Motorisierung hat der Pendlerverkehr hinunter ins Tal stark zugenommen.

### Tourismus
Die Gemeinde fördert Projekte im Bereich Tourismus, der allerdings zurzeit noch keine bedeutende Rolle spielt.

### Verkehr
Ladir ist durch den Postautokurs Ilanz-Ruschein-Ladir ans Netz des Öffentlichen Verkehrs angeschlossen. In Ilanz besteht Anschluss ans Bahnnetz (Chur-Disentis/Mustér). Ladir liegt abseits der Hauptstrassen, jedoch nur 4,7 km entfernt von der Hauptstrasse von Chur nach Disentis/Mustér. Der nächstgelegene Autobahnanschluss ist Reichenau an der A13.
Die Senda Sursilvana, ein Fernwanderweg entlang des jungen Rheins, führt von ebendiesem Reichenau her durch Ladir in Richtung Oberalppass.

## Bildung
Seit 1980 hat die Gemeinde keine eigene Schule mehr. Die Kinder aus Ladir gehen im Nachbardorf Ruschein in die Primarschule. Die Sekundarschule besuchen sie in Ilanz.

## Sehenswürdigkeiten
Die Dorfkirche St. Zeno, deren erster Bau bereits im Jahr 998 erwähnt wird, ist mit ihren Chormalereien sehenswert.